# 寢襪
寢襪，又稱睡眠襪、美腿機能襪、塑腿襪，是女性睡覺時穿著的長筒襪，利用繃緊腿部以期望達成腿部修長的效果。其外型與彈性襪相似，但沒有包腳趾，最長有69公分。

## 争议
有医生指出，寢襪其實不能瘦腿，而是利用壓迫治療的原理，希望能夠促進血液循環、消除水腫。而且睡覺是人體自我修復的機制，讓全身細胞得以放鬆、休息，穿睡眠襪卻讓下肢處於緊繃狀態，甚至阻礙血液流動、壓迫神經。目前沒有相關臨床研究證明醫療用彈性襪的適應症，可以應用在寢襪上。